# Jadwiga Hańska
Jadwiga Hańska (ur. 8 stycznia 1902 w Krakowie, zm. 28 października 1991 we Wrocławiu) – polska aktorka teatralna i filmowa.

## Życiorys
Przed II wojną światową występowała na deskach Teatru im. Juliusza Słowackiego w Krakowie (1920-1929). Po wojnie była członkinią zespołów scen wrocławskich: Teatrów Dramatycznych (1946-1969) oraz Teatru Współczesnego im. Edmunda Wiercińskiego (1969-1991). Wystąpiła również w dwóch przedstawieniach Teatru Telewizji (1969 i 1973) oraz jednym Teatru Polskiego Radia (1985).

## Odznaczenia
- Złoty Krzyż Zasługi (1956)
- Odznaka Budowniczego Wrocławia (1965)
- Krzyż Kawalerski Orderu Odrodzenia Polski (1977)

## Filmografia
- Krzyż Walecznych (1958) - matka Joczysowej
- Sygnały (1958) - ofiarodawczyni leku
- Szklana góra (1960)
- Ludzie z pociągu (1961) - starsza kobieta
- Kto wierzy w bociany? (1970) - babka Filipa
- Godzina szczytu (1973)
- A jeśli będzie jesień (1976)
- Smak wody (1980) - matka Szarego